# Astuzia per astuzia (romanzo)
Astuzia per astuzia (titolo originale Patrick Butler for the defense) è un romanzo giallo del 1956 di John Dickson Carr, il secondo e ultimo ad avere come protagonista Patrick Butler, già apparso come spalla nel romanzo di Gideon Fell Una croce era il segnale del 1949.

## Trama
Hugh Prentice e James Vaughan sono i due giovani associati nello studio legale dello zio di Hugh, Charles Prentice. Hugh è a colloquio con la propria fidanzata Helen Dean, quando un ometto stranissimo, che si presenta come Abu di Ispahan, arabo francofono, si presenta e pretende un appuntamento solo con Prentice: teme che il fratello sarà assassinato e che tutti suoi problemi sono causati "dai vostri guanti". Hugh, che ha già un appuntamento, gli chiede di attendere nel suo ufficio quarantacinque minuti, si congeda da Helen e va a parlare con James. D'un tratto odono un urlo: Abu di Ispahan è stato pugnalato alle spalle, e prima di morire fa solo in tempo a dire in francese "i vostri guanti".
Hugh, che per sua fortuna già collabora con lui, chiede immediatamente l'aiuto dell'abilissimo avvocato Patrick Butler, assistito dalla nobildonna Lady Pamela de Saxe. Con l'occasionale aiuto anche di Helen, i tre risolveranno il mistero.

## Edizioni italiane
- Astuzia per astuzia, collana il Giallo Mondadori n. 530, Arnoldo Mondadori Editore, 1959.
- Astuzia per astuzia, traduzione di Mauro Buoncompagni, collana i Classici del Giallo Mondadori n. 668, Arnoldo Mondadori Editore, settembre 1992.
- Astuzia per astuzia, traduzione di Mauro Buoncompagni, in Il messaggio del morto, collana Gli speciali del Giallo Mondadori n. 85, Arnoldo Mondadori Editore, marzo 2018.